# Cichlasoma salvini
Cichlasoma salvini è un pesce di acqua dolce appartenente alla famiglia Cichlidae.

## Habitat e distribuzione
Proviene dal Messico e dal Guatemala, nell'America centrale, dove preferisce i fiumi con una corrente non troppo movimentata.

## Descrizione

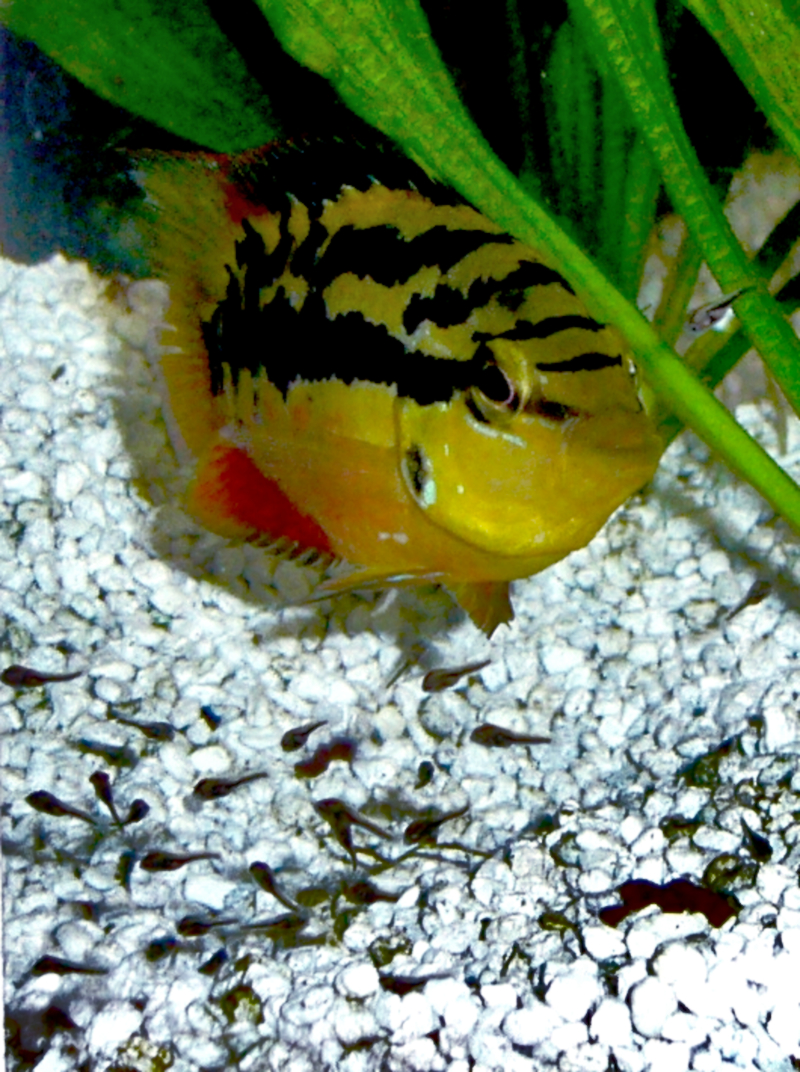
Femmina con avannotti

Il dimorfismo sessuale è piuttosto evidente: la femmina è più piccola, ha le pinne meno allungate e colorate e non ha mai striature blu né sul corpo né sulla testa. La colorazione di base è gialla con striature nere, il ventre nelle femmine è rosso. Raggiunge i 18 cm e nuota abbastanza sul fondo..

## Riproduzione
Questo pesce è oviparo e la fecondazione è esterna. Le uova vengono deposte su una superficie piatta, per esempio una pietra, poi sorvegliate dai genitori.

## Acquariofilia
Va tenuto con un solo adulto per vasca perché è estremamente aggressivo e due adulti potrebbero seriamente danneggiarsi tra di loro. Si consiglia un pH intorno a 8, una temperatura sui 26° perché sono le sue condizioni in natura.
Questo pesce accetta di tutto, anche il cibo secco, ma ogni tanto deve essere nutrito con cibo vivo.